# Süggerath
Süggerath ist ein Ortsteil der Stadt Geilenkirchen im westlichen Nordrhein-Westfalen im Kreis Heinsberg (Deutschland). Die Siedlung hat etwa 700 Einwohner und liegt im Wurmtal.

## Geografie

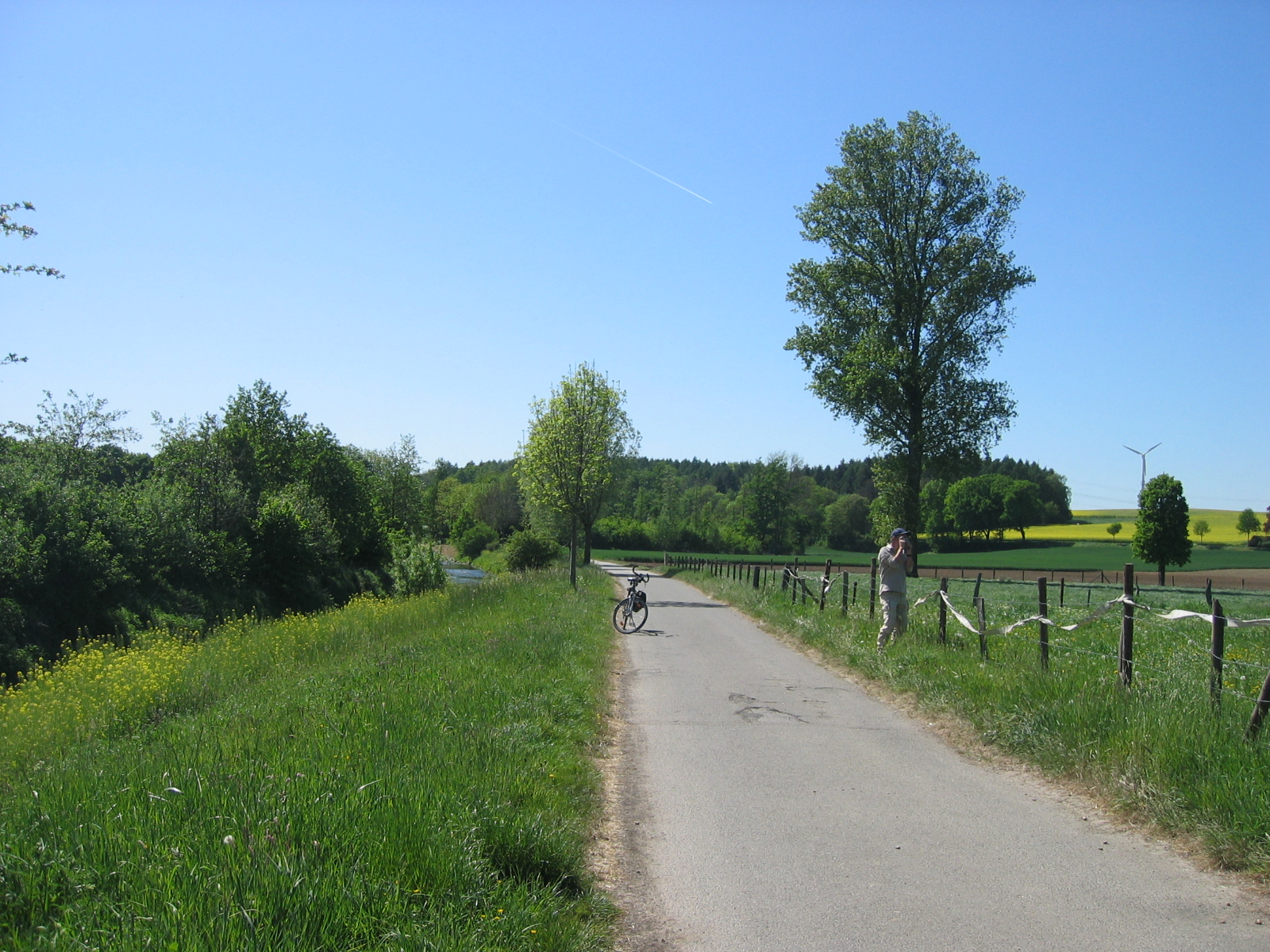
Die Wurm bei Süggerath

### Ortslage
Bei Süggerath handelt es sich um ein landwirtschaftlich geprägtes Straßendorf im Wurmtal. Den Ort durchquert die Landstraße 364, die von Übach-Palenberg über Geilenkirchen, -Würm und Hückelhoven bis Wegberg führt sowie die Eisenbahnstrecke Aachen-Düsseldorf.

### Nachbarorte
| Tripsrath     | Randerath                                   | Würm     |
| Niederheid    | Kompassrose, die auf Nachbargemeinden zeigt | Beeck    |
| Geilenkirchen | Immendorf                                   | Prummern |

### Gewässer
Die Wurm verläuft nordwestlich von Süggerath.

## Geschichte

Süggerath um 1800

Der Ursprung des Ortes geht auf fränkische Zeiten zurück, wenngleich auch vor dieser Zeit eine Besiedlung wahrscheinlich ist. Hiervon zeugen die um den Ort herum gefundenen steinzeitlichen Spuren (Artefakte) und verschiedentlich gefundene Reste von Gefäßen aus römischer Zeit. Nach dem Ende der römischen Epoche im Rheinland wurde das Land unter der Herrschaft der Merowinger neu aufgeteilt. Das kleine Tal der Wurm bildete nun eine Grenze zwischen Maas und Rur, die das östliche Königreich der ripuarischen Franken von dem westlich gelegenen salischen Herzogtum Hasbanien trennte.
Diese Grenzziehung wurde später von der Kirche übernommen. Das östlich gelegene Land gehörte zum Erzbistum Köln, während die Bewohner des Westufers dem Bistum Lüttich unterstanden. Dieser Grenzlage verdankt das Wurmtal die Anlage der zahlreichen Burgen, hauptsächlich Wasserburgen, die später ihre militärische Funktion verloren und zum Teil in Schlösser umgewandelt wurden. Hiervon befinden sich mehrere in unmittelbarer Nähe des Ortes.
Erstmals greifbar wird die Geschichte des Ortes ab dem Jahre 1153, wo der Ort als Tafelgut des Kölner Erzbischofs unter dem Namen „curia segerode“ erwähnt wurde. Um 1483 hieß der Ort Sugrod, 1496 Sugerod, 1499 Suggenrode und 1525 Suggerode. Anno 1398 (Urkunde vom 9. Februar 1398) übertrug Herzog Wilhelm III. von Jülich dem Johann Horyck (Horrig) alle Gerechtigkeit (Gerichtsbarkeit) in Süggerath (in der Urkunde Syckeraide). Am 24. Juni 1494 erhält Johann von Horrick Süggerath (Suggeraidt) als Herrlichkeit (Auslieferung der Verbrecher an den Schultheißen von Aldenhoven, Verzicht auf den Schatz von 50 Morgen Kurmutsgüter (Gericht über Hab, Fleisch, Blut)) als Zubehör zum Haus Horrick (Lehen) des Hauses Heinsberg.
Weitere geschichtliche Ereignisse gingen an Süggerath nicht spurlos vorbei. Neben den Wirren des Dreißigjährigen Krieges (1618–1648) ist hier insbesondere die französische Besatzungszeit („Franzosenzeit“) ab 1795 und die Inbesitznahme des Landes im Friede von Lunéville 1801 unter Napoleon von besonderer Bedeutung, die eine Reorganisation des gesamten linksrheinischen Landes und damit einschneidende Veränderung (Einführung der Standesamtsregister u. a. m.) brachte (Département de la Roer). Während dieser Zeit erfolgte die Auflösung der Pfarre Süggerath; sie wurde 1846 wieder errichtet. Nach dem Ende der französischen Besatzungszeit im Wiener Kongress (1814) war der Ort Teil der Preußischen Provinz Nieder-Rhein, Regierungsbezirk Aachen, Landkreis 6 Geilenkirchen. Die wehrpflichtigen Einwohner wurden dem Landwehrbezirk 73 zugeteilt (1. Landwehrbataillon des 25. Infanterieregimentes der 15. Landwehrbrigade des 8. Armeekorps, Stabsquartier war Aachen).
Nach dem Handbuch des Preußischen Staates wohnten 1838 508 Personen im Ort, verteilt auf 96 Häuser.
Zum Vergleich:
- Geilenkirchen:
  - 97 Häuser 555 Einwohner
- Bauchem:
  - 94 Häuser 467 Einwohner
- Hünshoven:
  - 104 Häuser 637 Einwohner
- Brüggerhof:
  - 1 Haus 10 Einwohner
- Leerodt:
  - 1 Haus 10 Einwohner
- Horrig/Gehöft:
  - 2 Häuser 22 Einwohner

1962 wurden in Süggerath 722 Katholiken und 31 Nichtkatholiken gezählt.
Im Zweiten Weltkrieg zogen 1940 große Verbände der Wehrmacht durch. Sie sammelten sich vor Beginn des Westfeldzugs (10. Mai 1940) zum Angriff auf die Benelux-Staaten und Frankreich in der Region Aachen. Mitten im Ort entstanden Verteidigungsanlagen (Bunkersysteme) des Westwalls, einer vom NS-Regime und Militärplanern erdachten fast 650 km langen Befestigungslinie von Heinsberg bis zur Schweizer Grenze bei Basel. Spuren der Befestigungsanlagen waren noch bis in die 1970er Jahre sichtbar; heute sind sie weitgehend verschwunden. Lediglich zwei zwischen Süggerath und Geilenkirchen angelegte Geländehindernisse (so genannte Panzergräben) sind noch erkennbar. Der Westwall wurde von den militärisch organisierten Einheiten des Reichsarbeitsdienstes (RAD) errichtet, der auch in Süggerath ein Lager unterhielt. Es handelte sich um ein so genanntes Wehrertüchtigungslager, das zum Hitler-Jugend-Gebiet Köln-Aachen gehörte. Dort war die RAD-Einheit K3-314 W III stationiert. Im November 1944 wurde der Ort zum Hauptkampfgebiet. Er wurde evakuiert und stark zerstört (siehe Operation Clipper). Im Rahmen der Operation Blackcock eroberten britische Truppen vom 14. bis 26. Januar 1945 das Rur-Dreieck ('Roer Triangle') etwa zwischen den Städten Roermond, Sittard und Heinsberg.
Am 1. Januar 1972 wurde Süggerath nach Geilenkirchen eingemeindet.

## Sehenswürdigkeiten

### Haus Horrig
Von Haus Horrig, eine der vielen ehemaligen Wasserburgen des Wurmtals in unmittelbarer Nähe des Dorfes, sind heute keine Gebäude- oder Mauerreste mehr erhalten. Die erste Erwähnung war im Jahr 1004.
Beschreibung: Erzbischof Friedrich I von Köln bezeugt, dass Meginherus de Randenrode, der weder Weib noch Sohn hat, aus frommem Antrieb sein eigenes Gut Horichem, das er zu Horenchusen (Horrig) hat und das 12 Kölner Schilling einbringt, für sein und seines Vaters Seelenheil dem Altar der heiligen Maria, der an der Treppe steht, übergab, St. Mariagraden Koln. (Burg und Hof Horrig nahe bei dem heutigen Schloss Trips).
Auf der Kartenaufnahme des Ingenieur-Geographen REGNAULT von 1805 bis 1807 (Kartenaufnahme der Rheinlande, Tranchot/Müffling 1803–1820 Blatt 66) ist die alte Burg noch komplett eingetragen. Heute kann lediglich die zur Anlage gehörende ehemalige Mühle noch erahnt werden. Die Herren von Horrig – auch Horick, Horrich – werden im 13. Jahrhundert erstmals erwähnt. Ob es sich bei Haus Horrig / Süggerath um den Stammsitz des weitverzweigten Geschlechtes gehandelt hat, ist nicht bekannt.
Im Jahre 1525 kam das Haus Horrig zusammen mit dem Ort Süggerath in den Besitz eines Hermann von Randerath, dessen Erben die Herrschaft im Jahre 1577 gegen Baesweiler tauschten. Neuer Besitzer war seitdem Johann von Randerath, Sohn des Jacob von Randerath und der Anna von Schilling. Anno 1760 starb dieser Zweig derer von Randerath aus. Theodor Meuser wurde nun für seine Gattin, Maria Catharina von Villneuve, Tochter der Anna Francisca Villneuve geborene Randerath, mit Horrig belehnt.
Eine Tochter dieser Eheleute, Maria Theresia Meuser, heiratete etwa 1780 einen Wilhelm Doemens, der aus Schinveld in Belgien stammte, und vorher den Namen Doemen gehabt haben soll. Auf ihn, von dessen Vorfahren nichts bekannt geworden ist, ging nun das Besitztum Horrig über. Es war nur ein Teil des vorher zusammengehörenden landwirtschaftlichen Grundbesitzes, aber auf diesem Teile muss das früher bestehende Schloss Horrig gestanden haben, wie sich schon dadurch erkennbar macht, dass neben dem, durch Neubau entstandenen, kleineren Hause, welches den Namen Horrig beibehielt, ein kleiner Rest des früheren Gebäudes bestehen geblieben ist. Das Gut Horrig aber ging über auf ihren jüngsten Sohn Franz Wilhelm Doemens (* 6. März 1795; † 23. Juli 1856); und dieser heiratete Anna Katharina Reiners, auch Reinartz genannt, gestorben bereits am 3. März 1839. Es kam zur Geburt von vier Söhnen und vier Töchtern.
Im 19. Jahrhundert wurde der Besitz aufgeteilt und um 1900 befanden sich die Reste der Burg und die zugehörige Mühle im Besitz einer Familie Doemens aus Geilenkirchen.
In unmittelbarer Nähe zum ehemaligen Haus Horrig gelegen befindet sich zwischen Süggerath und Tripsrath ein Waldstück mit der Bezeichnung Musses. Bereits im Jahre 1218 bestätigt der Kölner Erzbischof Engelbert I. den Kauf von 120 Morgen Ackerland des Gutes „Munen“ durch das Damenstift Heinsberg. Hierbei soll es sich um die späteren „Musses-Laendereien“, westlich von Süggerath zwischen Bergerhof und dem ehemaligen Haus Horrig gelegen, handeln. Die Hofstelle ist zu unbekannter Zeit verfallen, jedoch noch auf einer Karte des Geometers H. Busch von ca. 1770 eingetragen.

### Kirche Heilig Kreuz

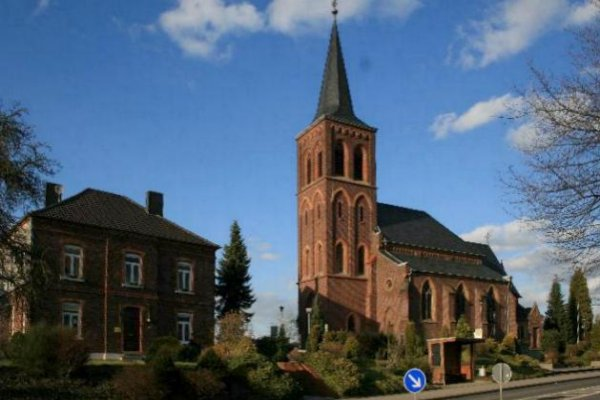
Kirche, Jan-von-Werth Straße 81

Bei der Kirche Heilig Kreuz handelt es sich um eine dreischiffige Backstein-Hallenkirche aus dem Jahre 1875; das Gebäude wurde nach dem Krieg 1947 erneuert. An Stelle dieses Neubaus stand bereits in früherer Zeit eine Kirche, welche wahrscheinlich zum nahebei gelegenen Gutshof Wylichs Hof gehörte. Der Chor der alten Kirche (um 1500) wurde in den Neubau mit einbezogen. Die im Neubau von 1875 verwendete Glocke stammte aus dem Jahr 1498.
Von besonderer künstlerischer Bedeutung ist das in der Pfarrkirche beheimatete Antwerpener Retabel aus dem 16. Jahrhundert. Wer diese hochwertige Arbeit in Auftrag gab, ist ungeklärt. Fest steht auf jeden Fall, dass im Jahre 1533, also fast zum Zeitpunkt der Herstellung des Retabels, in Süggerath 125 Kommunikanten lebten, was ungefähr der damaligen Einwohnerzahl entsprechen dürfte. Die damaligen Süggerather galten bei der Obrigkeit als gehorsam. Etwas später, im Jahre 1559, wird ein Johann von Waldenrode als Kapellan in Süggerath erwähnt. Johann studierte zuvor zwei Jahre in Deventer.

## Öffentlicher Nahverkehr

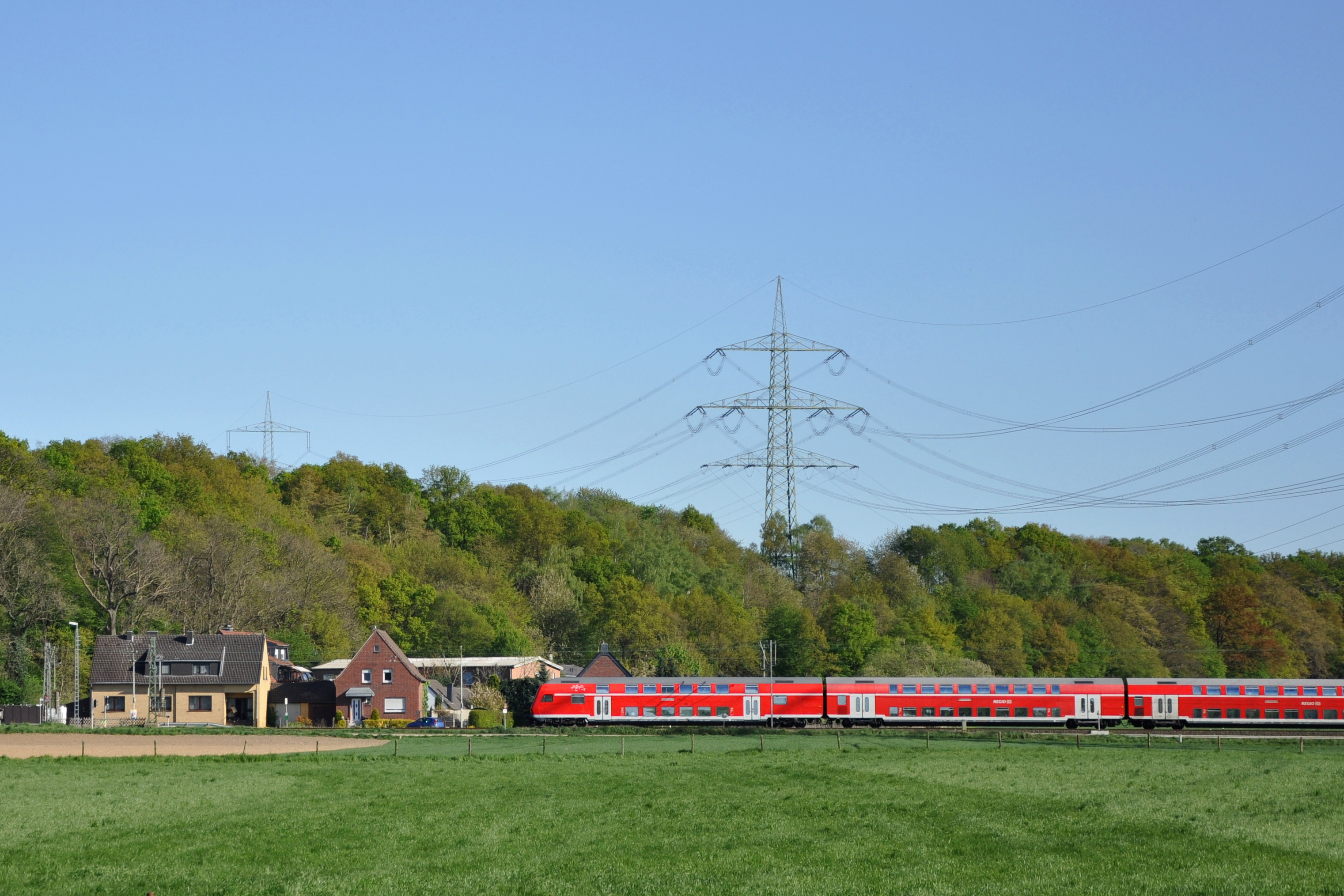
Bahnstrecke Aachen–Mönchengladbach am Ortseingang von Süggerath

Süggerath ist mit zwei Buslinien der WestVerkehr an das ÖPNV-Netz des Aachener Verkehrsverbundes angeschlossen. Neben dem nach Fahrplan auf festgelegten Linien verkehrenden Bussen kann auch der Multi-Bus angefordert werden.
| Linie | Verlauf |
| ----- | --- |
| 407   | (Myhl –) Gerderath – Altmyhl – Ratheim – Millich – Hückelhoven (– Hilfarth – Himmerich – Randerath Bf – (Hoven – Kraudorf –) Nirm – Kogenbroich – Müllendorf – Süggerath Mühlenkamp – Geilenkirchen Bf) |
| 494   | Geilenkirchen Bf – Süggerath – Müllendorf – Würm – (Beeck –) Leiffarth – (Flahstraß – Honsdorf –) Lindern Bf                                                                                            |

## Belege
1. ↑  Geilenkirchen überschreitet „magische“ Einwohnerzahl von 30000. In: geilenkirchen-lokal.de. Volker Kirschbaum, 13. Oktober 2022, abgerufen am 30. Juli 2023.
2. ↑  Wilhelm Piepers, Archäologie im Kreis Heinsberg I, Schriftenreihe des Kreises Heinsberg 5, 1989, Seiten 417–418
3. ↑  Hauptstaatsarchiv Düsseldorf, Urkunde Hs.N I 6 VI 1
4. ↑  Handbuch des Preussischen Staates, Alphabetisches Verzeichnis aller Ortschaften und einzeln liegender Grundstücke der ganzen pr. Monarchie, Autor G. König, Eigenvertrieb, Magdeburg 1838
5. ↑  Handbuch des Bistums Aachen 1962
6. ↑  Supreme Headquarters Allied Expeditionary Forces, Evaluation and Dissemination Section, G-2 (Counter Intelligence Subdivision): The Hitler Jugend (The Hitler Youth Organization). 1945, S. A127, archiviert vom Original (nicht mehr online verfügbar) am 13. Februar 2017; abgerufen am 12. Februar 2017 (englisch).  Info: Der Archivlink wurde automatisch eingesetzt und noch nicht geprüft. Bitte prüfe Original- und Archivlink gemäß Anleitung und entferne dann diesen Hinweis.
7. ↑  ULB Bonn / 1943 [ / Suche süggerath [1-3]. 1943, abgerufen am 13. Januar 2024.
8. ↑  ULB Bonn / 133 (1942) [ / Suche süggerath [1-1]. 1942, abgerufen am 13. Januar 2024.
9. ↑  Statistisches Bundesamt (Hrsg.): Historisches Gemeindeverzeichnis für die Bundesrepublik Deutschland. Namens-, Grenz- und Schlüsselnummernänderungen bei Gemeinden, Kreisen und Regierungsbezirken vom 27.5.1970 bis 31.12.1982. W. Kohlhammer, Stuttgart / Mainz 1983, ISBN 3-17-003263-1, S. 310 (Statistische Bibliothek des Bundes und der Länder [PDF; 41,1 MB]).
10. ↑  Akte Archief NRW;U K/4 13. April 1104
11. ↑  Annalen des historischen Vereins für den Niederrhein, Band 180 Seite 93
12. ↑  Kunstdenkmäler der Rheinprovinz, Renard, 1900 und Georg Dehio, Handbuch der Deutschen Kunstdenkmäler, Nordrhein-Westfalen I. Rheinland, Seite 598
13. ↑  Urkunde vom 27. Juni 1533 und Urkunde vom 3. November 1559, abgedruckt in „Jülich-Bergische Kirchenpolitik am Ausgang des Mittelalters in die Reformationszeit“ Teilband 1 Otto R. Redlich, Bonn 1911
14. ↑  Multibusbetrieb im Kreis Heinsberg